# Смерть в горах (фильм, 1989)
«Смерть в горах» (англ. High Desert Kill) — художественный фильм-триллер режиссёра Гарри Фалька.

## Сюжет
У Джима, Пола и Брэда была традиция: каждый год они отправлялись на недельку поохотиться в горы штата Нью-Мексико. Но Пол погиб, и в этот раз на охоту пригласили его племянника Рэя. Сразу всё пошло не так: дичи нет, встреченные люди, да и сами охотники, ведут себя неадекватно. То у девушек начинаются приступы нимфомании, то мужчинами овладевает агрессивность, то люди исчезают без следа, бросив все свои вещи. И ещё кто-то неведомый следит за происходящим…

## В ролях
- Энтони Джиари — Джим Коул
- Марк Сингер — Брэд Мюллер
- Мика Грант — Рэй Беттенкамп
- Чак Коннорс — Стэн Браун
- Вон Армстронг — Пол Беттенкамп

## Съёмочная группа
- Режиссёр: Гарри Фальк
- Продюсер: Т. С. Кук, Джон Эпштейн, Бэрри Гринфилд
- Сценарист: Майк Марвин, Дарнелл Фрай, Т. С. Кук
- Композитор: Дэна Капрофф
- Оператор: Мишель Хьюго